# 中央災害應變中心

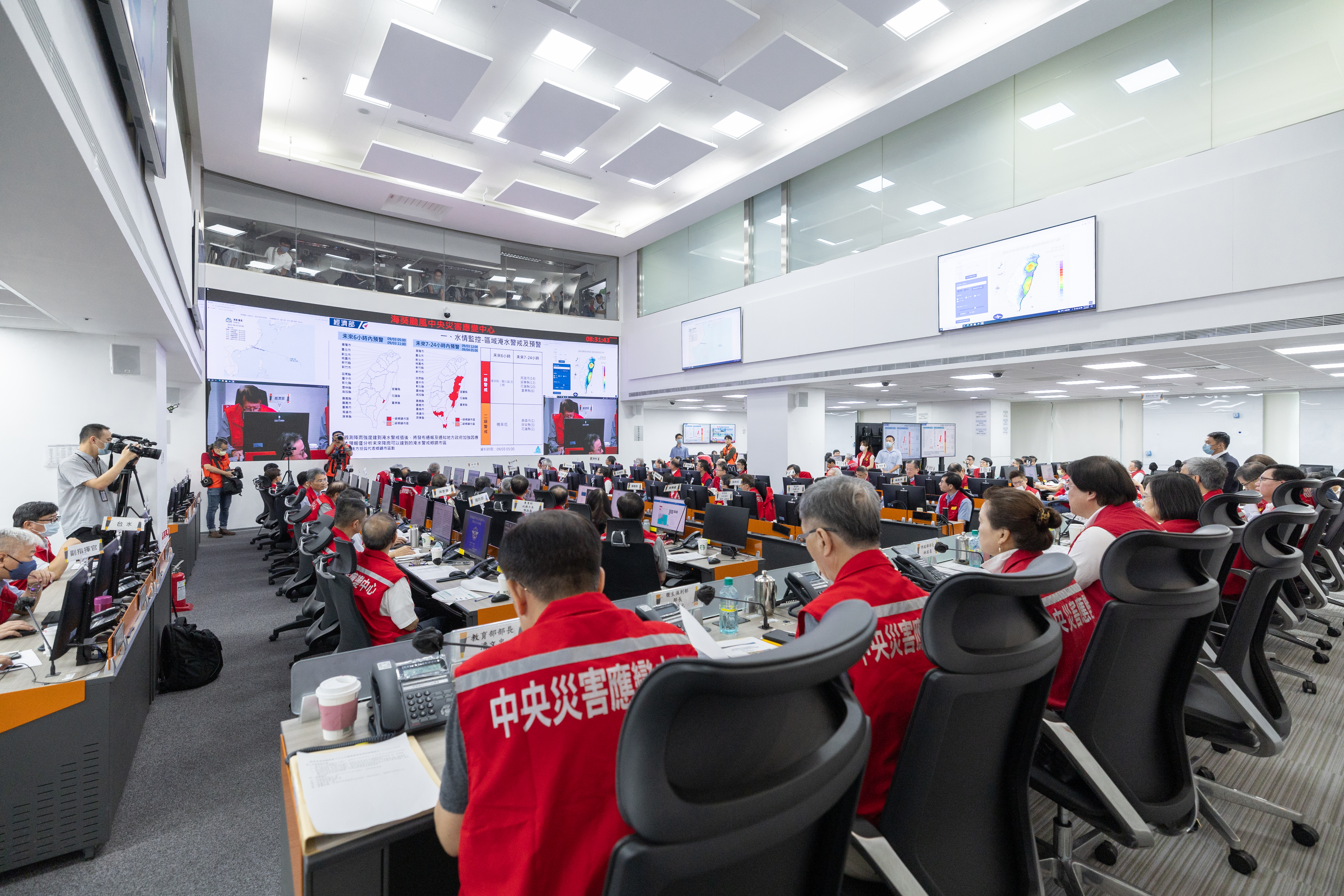
中央災害應變中心

中央災害應變中心（簡寫）是中華民國遭受各類災害時由中央政府設置的任務型應變單位，設置於新北市新店區大坪林聯合開發大樓3至4樓，幕僚機關為行政院災害防救辦公室及內政部消防署；其主要任務即是當重大災害發生時，能即時掌握全國各地災情，經由彙整分析而擬定迅速正確的應變對策；並整合全國救災資源，進行調度支援，來協助地方政府救災，進而爭取災害搶救的黃金時間，以降低災害的損失，維護民眾的生命與財產安全。

## 災害類型
1. 颱風
2. 地震/海嘯
3. 火災/爆炸
4. 洪水
5. 乾旱
6. 石油和天然氣或電力線路斷裂
7. 極寒災害
8. 山體滑坡
9. 航空災害
10. 海上災害
11. 陸地交通事故
12. 危險物質災害
13. 採礦災害
14. 森林火災

## 備援中心
備援中心作為中央災害應變中心功能受損致無法運作時的替代應變中心，亦為各區發生重大災害時，中央政府派員進駐災害前線對策決定、指揮及資訊傳達之中樞。以及中央政府與地方政府災害防救人員平時災防教育訓練、兵棋推演或演習之場所。

### 北部地區備援中心
2006年2月成立，設置於新北市板橋區新北市政府大樓。

### 中部地區備援中心
2012年12月成立，設置於南投縣竹山鎮內政部消防署訓練中心。

### 南部地區備援中心
2012年12月成立，設置於高雄市前鎮區高雄市政府消防局綜合大樓。
本中心包含決策指揮中心、消防局救災指揮中心、國際會議廳、簡報室、網管中心及機房等空間，屋頂設有直昇機停機坪專供緊急救災、救難使用，能承受全載重10噸直升機起降，地下層則作為救災物資儲存空間及停車使用。另設有80公分防洪機制及耐七級以上強震之隔震裝置，有效防範災害發生可能遭受之損害，並且設置緊急發電機及不斷電系統，維持中心全天候運作以迅速掌握、傳遞最新且完整之相關災情資訊，協調各單位發揮整體救災救護效能。

## 各地方災害應變中心
| 名稱               | 地址                           |
| ------------------ | ------------------------------ |
| 中央災害應變中心   | 新北市新店區北新路三段200號    |
| 基隆市災害應變中心 | 基隆市中正區信二路299號        |
| 臺北市災害應變中心 | 臺北市信義區莊敬路391巷11弄2號 |
| 新北市災害應變中心 | 新北市板橋區中山路1段161號     |
| 桃園市災害應變中心 | 桃園市桃園區文中北路16號       |
| 新竹市災害應變中心 | 新竹市北區西大路679號          |
| 新竹縣災害應變中心 | 新竹縣竹北市光明五街295號      |
| 苗栗縣災害應變中心 | 苗栗縣苗栗市金鳳街111號        |
| 臺中市災害應變中心 | 臺中市南屯區文心南九路119號    |
| 彰化縣災害應變中心 | 彰化縣彰化市中央路1號          |
| 南投縣災害應變中心 | 南投縣民族路494號              |
| 雲林縣災害應變中心 | 雲林縣斗六市公園路6號          |
| 嘉義縣災害應變中心 | 嘉義縣太保市祥和二路東段6號    |
| 嘉義市災害應變中心 | 嘉義市東區立學街16號           |
| 臺南市災害應變中心 | 臺南市安平區永華路二段898號    |
| 高雄市災害應變中心 | 高雄市前鎮區凱旋四路119號      |
| 屏東縣災害應變中心 | 屏東縣屏東市忠孝路226號        |
| 宜蘭縣災害應變中心 | 宜蘭縣宜蘭市舊城南路1號        |
| 花蓮縣災害應變中心 | 花蓮縣花蓮市中央路三段842號    |
| 臺東縣災害應變中心 | 臺東縣臺東市四維路二段100號    |
| 澎湖縣災害應變中心 | 澎湖縣馬公市四維路320號        |
| 金門縣災害應變中心 | 金門縣金寧鄉頂林路315號        |
| 連江縣災害應變中心 | 連江縣南竿鄉清水村84-1號       |

## 外部連結
- 中央災害應變中心介紹 （页面存档备份，存于）（繁體中文）
- 中央及各縣市災害應變中心聯絡方式 （页面存档备份，存于）（繁體中文）
- 消防署的Facebook專頁（繁體中文）
- YouTube上的中央災害應變中心頻道（繁體中文）